# Возвращение семёрки
«Возвращение семёрки» (англ. Return of the Seven) — кинофильм, вестерн 1966 года выпуска. Продолжение приключений Великолепной семёрки. Из первоначального актёрского состава остался только Юл Бриннер (роль Криса Адамса). Других героев, оставшихся в живых в финале первого фильма, играют другие актёры. Так, Роберт Фуллер заменил Стива Маккуина в роли Вина, а Хулиан Матеос сыграл Чико (раньше в этой роли снялся Хорст Буххольц).

## Производство
Съёмки проводились в Испании, и поэтому фильм условно может быть отнесён, как и его продолжение («Ружья великолепной семёрки»), к жанру европейского спагетти-вестерна. По некоторым данным Стив Маккуин, приобретший со времени выхода первой части картины статус супер-звезды, несмотря на большую загруженность, по просьбе Бриннера собирался сниматься в «Возвращении семёрки», но, прочитав сценарий, нашёл его отвратительным и отказался. По другим сведениям Стив отказался сниматься из-за конфликта с Бриннером.

## Сюжет
Очередной бандит захватывает в плен всё мужское население одной деревушки. Несчастные оказываются на положении рабов, строящих церковь. Так авторитетный главарь хочет почтить память своих сыновей, погибших в этом месте. Как и в первой части, бравый ковбой набирает команду и отправляется вершить справедливость.

## Критика
Фильм был сильно раскритикован, так журнал «Variety» назвал его "неприятным, тяжёлым, клишированным (unsatisfactory … plodding, cliche-ridden.); в то же время, композитор Элмер Бернстайн был номинирован на «Оскар» за музыку к фильму.

## В ролях
- Юл Бриннер — Крис Адамс
- Роберт Фуллер — Вин
- Хулиан Матеос — Чико
- Уоррен Оутс — Колби
- Клод Экинс — Френк
- Элиза Монтес — Петра, жена Чико
- Фернандо Рей — священник
- Эмилио Фернандес — Франциско Лорка
- Виргиллио Тексейра — Луис Эмилио Дельгадо
- Родольфо Акоста — Лопез
- Джордан Кристофер — Мануэль
- Грасита Сакромонте — танцор фламенко
- Карлос Касаравилла — первый крестьянин
- Рикардо Палациос — тюремщик
- Фелиса Химинес — заключённая